# کرسو لیوبیچیچ
کرسو لیوبیچیچ (انگلیسی: Krešo Ljubičić؛ زادهٔ ۲۶ سپتامبر ۱۹۸۸) بازیکن فوتبال اهل کرواسی است.
از باشگاه‌هایی که در آن بازی کرده‌است می‌توان به باشگاه فوتبال آینتراخت فرانکفورت و باشگاه فوتبال هایدوک اسپلیت اشاره کرد.
وی همچنین در تیم‌های ملی فوتبال Croatia national under-17 football team, Croatia national under-18 football team, Croatia national under-19 football team، زیر ۲۰ سال کرواسی، و زیر ۲۱ سال کرواسی بازی کرده‌است.